# Natriumbis(trimethylsilyl)amid
Natriumbis(trimethylsilyl)amid ist eine chemische Verbindung aus der Gruppe der Trimethylsilylamide und das Natriumsalz von Hexamethyldisilazan.

## Gewinnung und Darstellung
Natriumbis(trimethylsilyl)amid kann durch Reaktion einer Lösung von Natriumamid in Benzol mit Hexamethyldisilazan gewonnen werden.
{\displaystyle \mathrm {[(CH_{3})_{3}Si]_{2}NH+NaNH_{2}\longrightarrow NaN[Si(CH_{3})_{3}]_{2}+NH_{3}} }

## Eigenschaften
Natriumbis(trimethylsilyl)amid ist ein weißer, hydrolyseempfindlicher, kristalliner Feststoff, der in vielen organischen Lösungsmitteln löslich ist. Er reagiert mit Wasser zu Natriumhydroxid und Hexamethyldisilazan.

## Verwendung
Natriumbis(trimethylsilyl)amid wird für die Herstellung von Carbenen, der Aminierung von Sulfonamiden und der Herstellung von Lanthanoid-Komplexen verwendet. Es dient auch als starke Base für Deprotonierungen oder Base-katalysierte Reaktionen, für Enolatbildungen, Base für Wittig-Reaktionen und zusammen mit Alkyllithium als Superbase-Komponente.